# Kompleksy zbierające światło

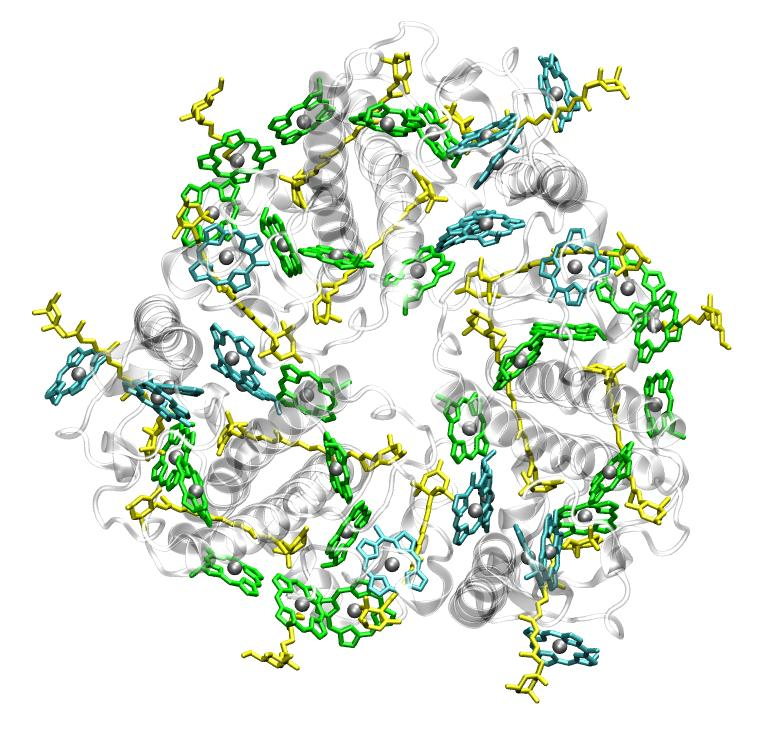
Budowa LHC II

Kompleksy zbierające energię świetlną, anteny energetyczne, układy antenowe LHC (LHC ang. – light harvesting complex) – są kompleksami białek i barwników fotosyntetycznych znajdującymi się w błonach komórek organizmów fotosyntetyzujących. Kompleksy antenowe absorbują kwanty światła i przekazują ich energię do centrów reakcji fotoukładów, w których zachodzi właściwa reakcja fotochemiczna.
Anteny fotosyntetyczne zawierają najczęściej chlorofile i karotenoidy. Spektrum absorpcji kompleksów antenowych jest zbliżone do spektrum promieniowania czynnego fotosyntetycznego. Obecność kompleksów antenowych umożliwia absorpcję większej ilości kwantów światła i wykorzystanie ich w reakcjach zachodzących w fotoukładach. Karotenoidy obecne w antenach służą zarówno do absorpcji światła i przekazywania energii na cząsteczki chlorofili (służą jako barwniki pomocnicze), jak i pełnią rolę ochronną przejmując energię wzbudzenia chlorofili i rozpraszając ją w postaci ciepła, co chroni cząsteczki chlorofili przez fotooksydacją.
Energia przekazana z kompleksów antenowych na fotoukład, gdzie służy do oderwania elektronu od cząsteczek chlorofilu stanowiących centrum reakcji fotoukładu.
U organizmów eukariotycznych można wyróżnić kompleksy antenowe towarzyszące fotoukładowi II określane jako LHC II oraz kompleksy antenowe towarzyszące fotoukładowi I określane jako LHC I.
LHC II to trimer składający się z trzech polipeptydów LHCP II (light-harvesting complex II protein) zawierających 132 aminokwasy. Do polipeptydu przyłączone jest 12-15 cząsteczek chlorofilu a i b, dwie cząsteczki luteiny, fosfatydyloglicerol oraz digalaktozylodiacyloglicerol.
Przy zmieniających się warunkach świetlnych kompleks LHC II może ulegać odwracalnej fosforylacji, co pozwala regulować ilość energii docierającej do poszczególnych fotoukładów. Fosforylacja przeprowadzana jest przez kinazę aktywowana przez zredukowany plastochinon. Na skutek fosforylacji LHC II zostaje odłączony od fotoukładu II i może przemieszczać się w pobliże lamelli stromy gdzie zlokalizowane są kompleksy fotoukładu I. Defosforylacja i powrót LHC II do tylakoidów gran następuje w wyniku obniżenia stężenia zredukowanego plastochinonu.
Fosforylacja zapewnia także zmniejszenie energii docierającej do centrum reakcji i rozproszenie jej w warunkach nadmiaru światła.
LHC I towarzyszący fotoukładowi I składa się z dwóch polipeptydów o masach 20 i 32 kDa oraz chlorofilu a i b.